# Dimitri Bertsekas

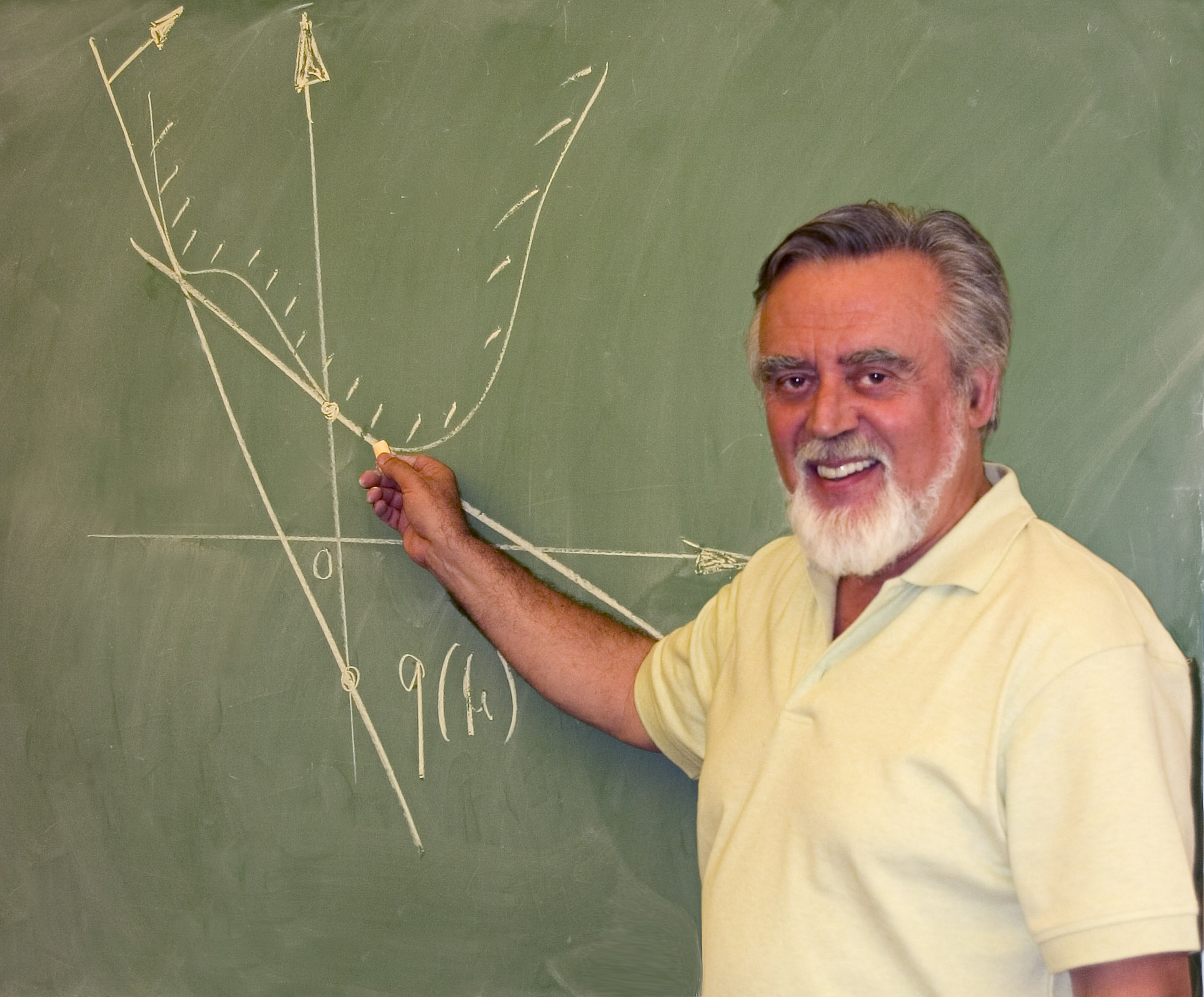
Dimitri Bertsekas

Dimitri Panteli Bertsekas (* 1942 in Athen) ist ein griechischer Mathematiker und Informatiker und Hochschullehrer am Massachusetts Institute of Technology (MIT).

## Leben
Bertsekas studierte Elektrotechnik an der Nationalen Technischen Universität in Athen (Diplom 1965) und an der George Washington University, an der er 1969 den Master-Abschluss in Elektrotechnik erhielt. 1971 wurde er bei Ian Burton Rhodes am MIT promoviert (Control of Uncertain Systems with a Set-Membership Description of the Uncertainty). Danach lehrte er an der Stanford University, an der University of Illinois at Urbana-Champaign und ab 1979 am MIT.
Er befasst sich mit Optimierungsproblemen einschließlich algorithmischer Aspekte (nichtlineare Optimierung, Optimierung in großem Maßstab), konvexer Analysis, Dynamischer Programmierung, stochastischer Kontrolltheorie, Optimierung von Netzwerken (zum Beispiel in Kommunikation, Transport und Elektrizitätsversorgung), parallelem und verteiltem Rechnen und Maschinellem Lernen (Bestärkendes Lernen).
2015 erhielt er den George-B.-Dantzig-Preis. Er ist Mitglied der National Academy of Engineering.  Er erhielt den Institute for Operations Research and Management Sciences (INFORMS) Computing Society Prize und 2014 den  Khachiyan Prize der INFORMS Optimization Society und den Richard E. Bellman Control Heritage Prize des American Automatic Control Council. 2018 erhielt Bertsekas den John-von-Neumann-Theorie-Preis.
Er veröffentlichte mehrere Lehrbücher und Monographien, meist bei Athena Scientific erschienen, einem Verlag, den er mit gründete. Für seine Lehrbücher erhielt er 2009 den Saul Gass Expository Writing Award.
Als Hobby betreibt er Fotografie und stellte auch schon aus.

## Schriften
- Dynamic Programming and Stochastic Control, Academic Press 1976
- mit Steven E. Shreve: Stochastic Optimal Control: The Discrete-Time Case, Academic Press 1978
- Constrained Optimization and Lagrange Multiplier Methods, Academic Press 1982
- mit John N. Tsitsiklis: Parallel and Distributed Computation: Numerical Methods, Prentice-Hall 1989
- Linear Network Optimization: Algorithms and Codes, MIT Press 1991
- mit Robert Gallager: Data Networks, Prentice Hall, 2. Auflage 1992
- Network Optimization: Continuous and Discrete Models, Athena Scientific 1998
- mit J. N. Tsitsiklis: Neuro-Dynamic Programming, Athena Scientific, Cambridge, MA, 1996
- Nonlinear Programming, Athena Scientific 1995, 1999
- mit John Tsitsiklis: Introduction to Probability, Athena Scientific 2002, 2. Auflage 2008
- mit Angelia Nedic, Asuman Ozdaglar: Convex Analysis and Optimization, Athena Scientific 2003
- Dynamic Programming and Optimal Control, Athena Scientific, 2 Bände, 1995, Band 1 in 3. Auflage 2005, Band 2 in 4. Auflage 2012
- Convex Optimization Theory, Athena Scientific 2009